# Erkaitz Elkoroiribe
Erkaitz Elkoroiribe Cenicaonandia es un exciclista profesional español. Nació en Abadiano (Vizcaya) el 21 de febrero de 1972. Fue profesional solamente los años 1995 y 1996, siempre en el equipo Euskadi.

## Palmarés
No logró victorias como profesional.

## Resultados en Grandes Vueltas y Campeonato del Mundo
Durante su carrera deportiva ha conseguido los siguientes puestos en las Grandes Vueltas y en los Campeonatos del Mundo en carretera:
| Carrera         | 1995 | 1996 |
| --------------- | ---- | ---- |
| Giro de Italia  | -    | -    |
| Tour de Francia | -    | -    |
| Vuelta a España | -    | -    |
| Mundial en Ruta | -    | -    |

-: No participa

## Equipos
- Euskadi (1995-1996)